# Carl Magnus Reijer
Carl Magnus Reijer, född 19 augusti 1845  i Sankt Nicolai församling,  Stockholm, död 1 oktober 1886 i Katarina församling, Stockholm, var en svensk kyrkfogde, klockare och konstnär.
Han var son till skräddaren Daniel Reijer och Sofia Mathilda Ekman och gift med Anna Brita Andersson. Reijer studerade vid Konstakademien 1861–1862 och tilldelades under sin studietid lovord och en jetong. Han studerade därefter musik och var anställd som  kyrkfogde och klockare i Katarina församling i Stockholm. Vid sidan av sitt arbete var han verksam som konstnär.